# Аудкарспел
Аудкарспел (нід. Oudkarspel) — село в нідерландській провінції Північна Голландія. Входить до муніципалітету Дейк-ен-Вард.
Його площа — 5,56 км², а населення станом на 2021 рік становило 3060 осіб.
Перша згадка про населений пункт датується 1094 роком.
До 1941 року мало статус окремого муніципалітету.

## Галерея

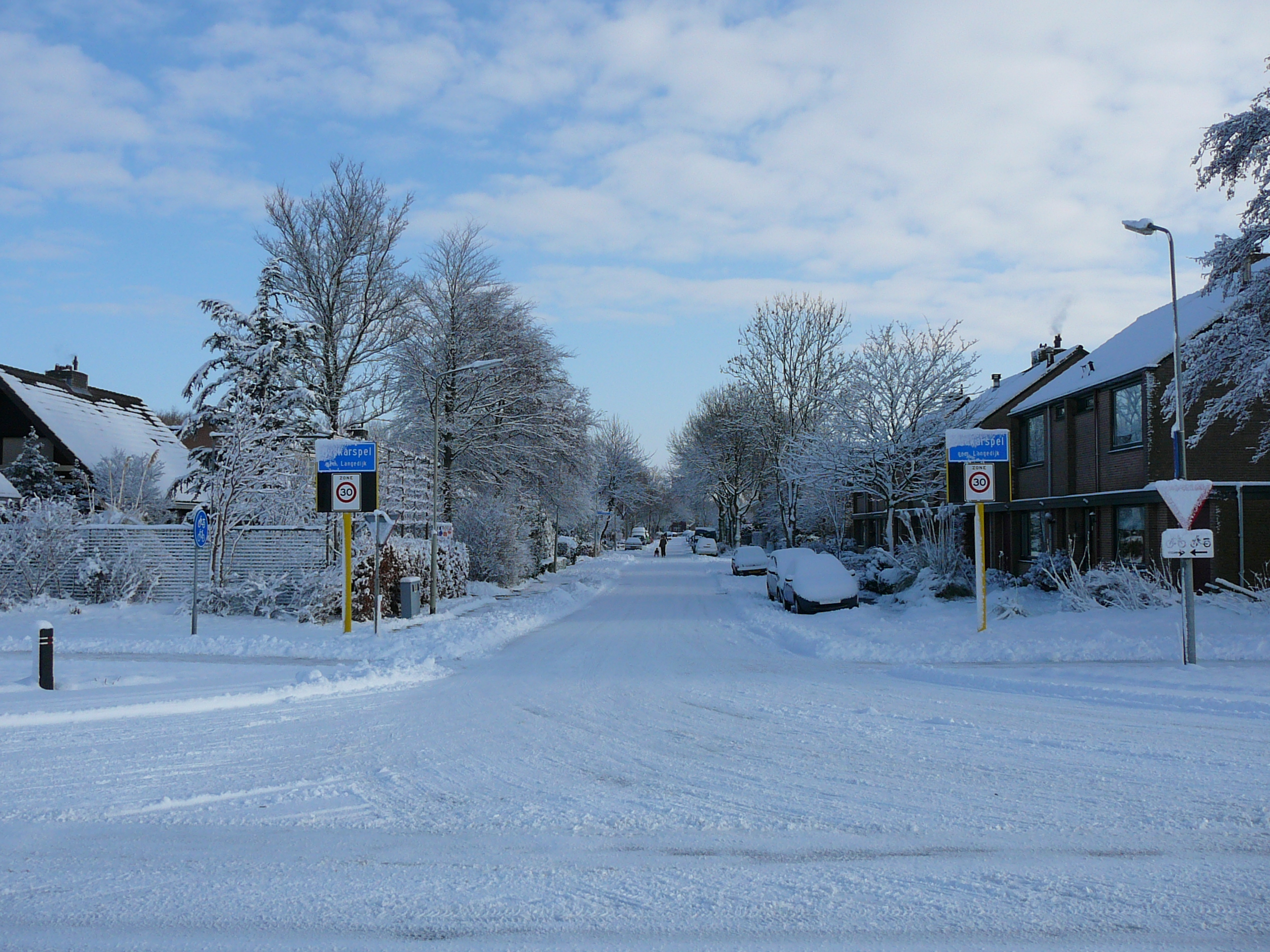
Вулиця Аудкарспела взимку
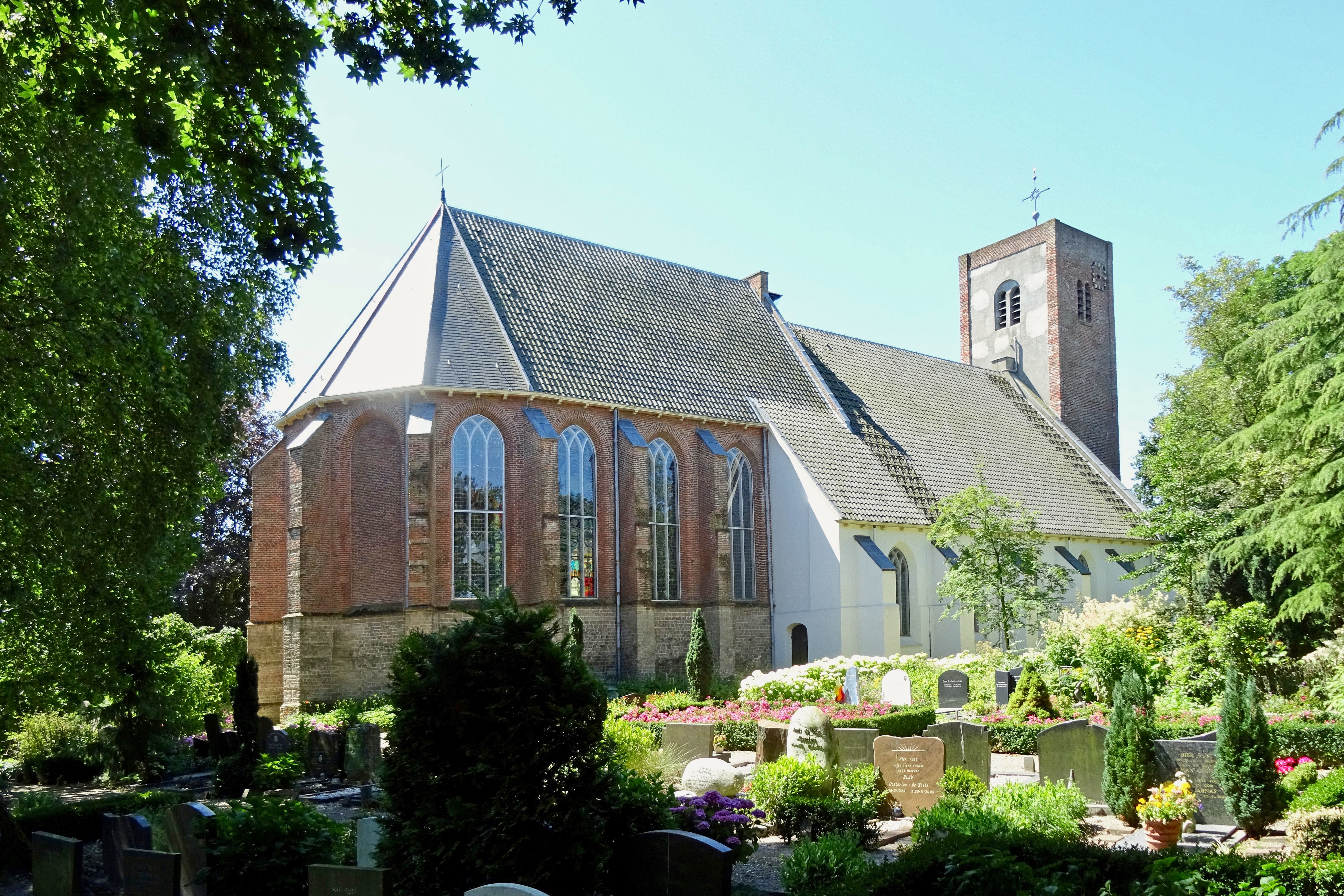
Реформістська церква